# Hogna nefasta
Hogna nefasta är en spindelart som beskrevs av Ezio Tongiorgi 1977. Hogna nefasta ingår i släktet Hogna och familjen vargspindlar. Inga underarter finns listade i Catalogue of Life.